# Moshe Wolman
Moshe Wolman (hebräisch משה וולמן; * 10. November 1914 in Warschau; † 5. September 2009) war ein israelischer Neuropathologe. Im Jahr 1954 war er Erstbeschreiber der nach ihm benannten Wolman-Krankheit.

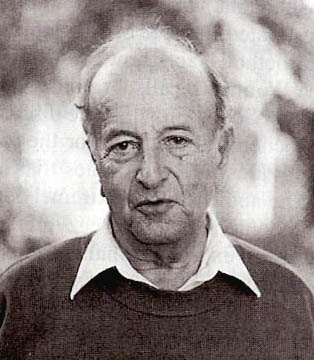
Moshe Wolman, 1999

## Biografie
Moshe Wolman, geboren in Warschau, zog im Alter von 11 Jahren mit seinen Eltern (Yehuda Leib Wolman und Leah geb. Cukier) ins damalige britische Mandatsgebiet Palästina. 
Er wuchs in Tel Aviv auf und besuchte dort das traditionsreiche Herzlia-Gymnasium.
1939 heiratete er Brigitte Koebbel (1919 bis 2008, Tochter der Berliner Ärzte Max und Lucie Koebbel geb. Buetow). Das Ehepaar bekam vier Kinder, darunter den Komponisten Amnon Wolman und den Regisseur Dan Wolman.
Von 1932 bis 1938 studierte Wolman Medizin in Florenz und Rom. In den Jahren 1941 bis 1946 leistete er Dienst als Sanitätsoffizier bei den britischen Streitkräften, unter anderem in Äthiopien und Ägypten. 
Seine frühe akademische Laufbahn absolvierte er in der Pathologieabteilung des Hadassah-Krankenhauses in Jerusalem. 1959 wurde er zum Leiter der Pathologie am Tel HaShomer Hospital in Ramat Gan, Bezirk Tel Aviv, ernannt und 1964 zum ordentlichen Professor und Leiter der Pathologie an der neuen medizinischen Fakultät der Universität Tel Aviv ernannt, wo er bis zu seiner Pensionierung im Jahr 1985 tätig war.

## Veröffentlichungen (Auswahl)
- Doctors’ Errors and Mistakes of Medicine: Must Health Care Deteriorate? mit Ruth Manor, 2004[6]

## Ehrungen (Auswahl)
Wolman wurde vielfach ausgezeichnet. Unter anderem
- 1966: Mitglied der Deutschen Akademie der Naturforscher Leopoldina[7]
- 1989: Erste Preisträger des Pearse Prize for Histochemistry der Royal Microscopical Society.[8]